# Nudorp
Nudorp (Frans: Wihogne) is een dorp in de Belgische provincie Luik en een deelgemeente van de gemeente Juprelle. Het was een zelfstandige gemeente tot het bij de fusie van 1977 toegevoegd werd aan de gemeente Juprelle.
Nudorp ligt aan de taalgrens in het noordwesten van de gemeente Juprelle. De dorpskom ligt aan de westkant van de weg van Tongeren naar Luik. Door haar gunstige ligging heeft Nudorp zich ontwikkeld van een landbouwdorp in Droog-Haspengouw tot een woondorp met recente (begin 21ste eeuw) lintbebouwing langs de steenweg. Buiten de dorpskom en de steenweg is de rest van de deelgemeente nog overwegend agrarisch met vooral akkerbouw en in mindere mate fruitteelt.

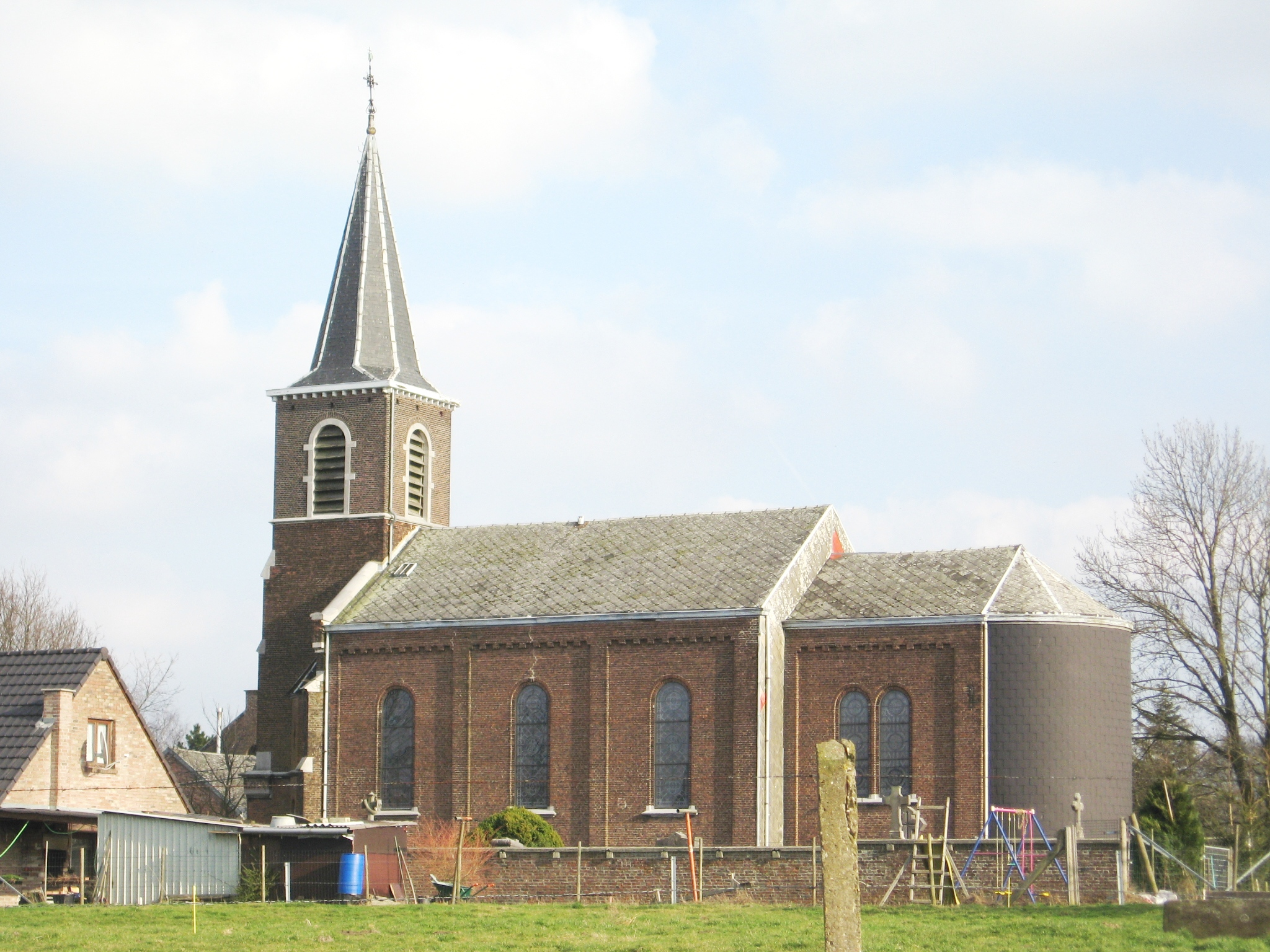
De Sint-Jan Evangelistkerk

## Demografische ontwikkeling
- Bronnen:NIS, Opm:1831 tot en met 1970=volkstellingen, 1976= inwoneraantal op 31 december

## Bezienswaardigheden
- De Sint-Jan-Evangelistkerk is de parochiekerk.

## Nabijgelegen kernen
Paifve, Juprelle, Xhendremael, Vreren
Deelgemeenten: Fexhe-Slins · Juprelle · Lantin · Nudorp · Paifve · Slins · Villers-Saint-Siméon · Voroux-lez-Liers

Belgische gemeenten · arrondissement Luik · provincie Luik · Wallonië